# Tatsuya Hasegawa
Tatsuya Hasegawa (長谷川 竜也 Hasegawa Tatsuya?), född 7 mars 1994 i Shizuoka prefektur, är en japansk fotbollsspelare som spelar för Kawasaki Frontale.

## Karriär
Hasegawa började sin karriär 2016 i Kawasaki Frontale. Med Kawasaki Frontale vann han japanska ligan 2017 och 2018.